# 豪斯登堡號列車

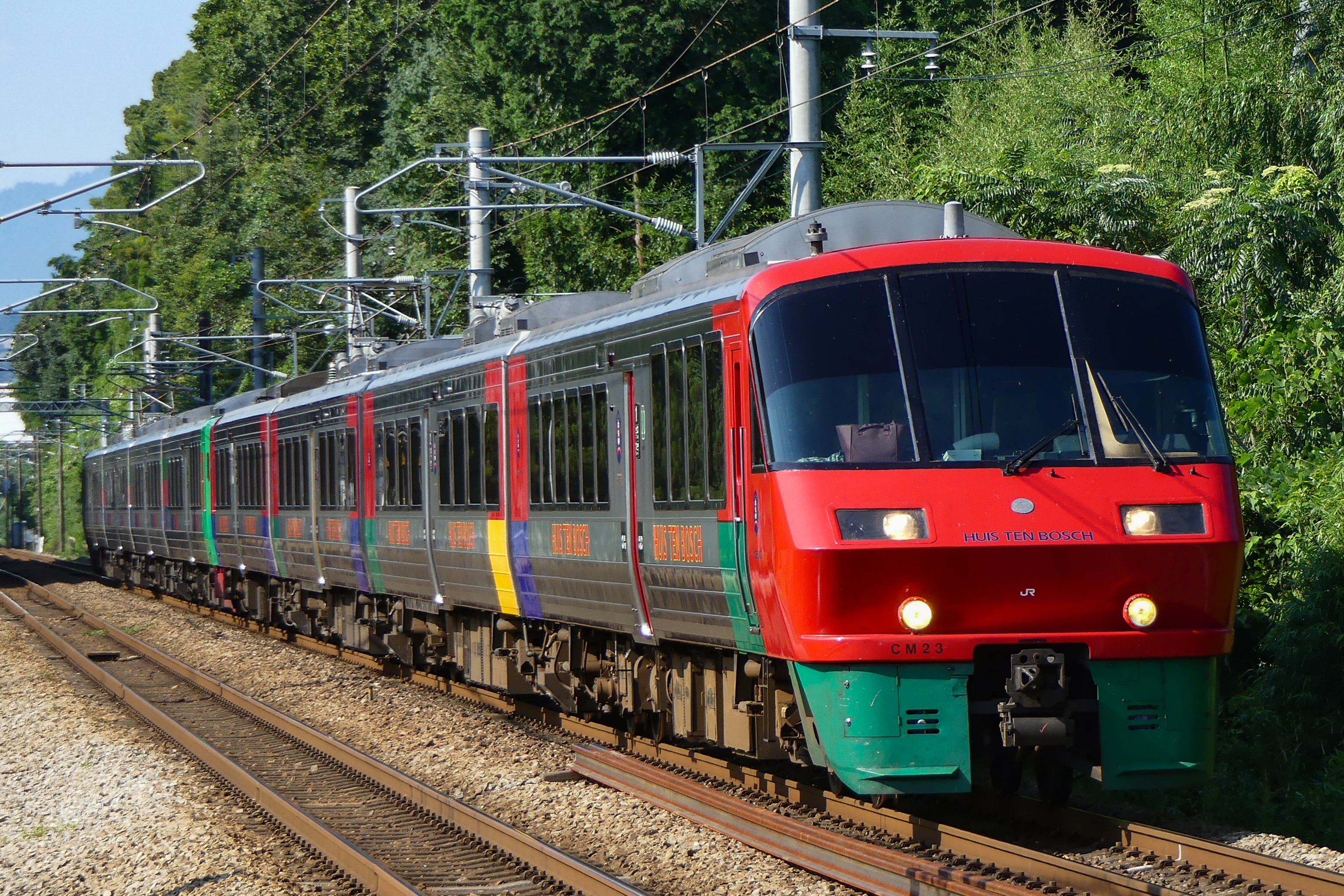
舊塗裝的豪斯登堡號 (2017年8月)

豪斯登堡是日本JR九州所經營，經由鹿兒島本線、長崎本線、佐世保線與大村線，行駛於福岡縣福岡市博多車站與長崎縣佐世保市豪斯登堡車站之間的特別急行列車。主要停靠車站包括：博多車站、二日市車站、鳥栖車站、新鳥栖車站、佐賀車站、江北車站、武雄溫泉車站、有田車站、早岐車站、豪斯登堡車站；其中，由博多出發往豪斯登堡方向稱為下行，反方向則稱為上行。本條目同時收錄此列車的前身：荷蘭村特急（オランダ村特急）。

## 概要
特急「豪斯登堡」是在長崎縣佐世保市針尾島的主題公園豪斯登堡開業時同時在1992年3月25日開辨。在開始營運前，位於豪斯登堡旁邊的豪斯登堡站已經在同年3月10日設置，並且把早岐站與豪斯登堡站（豪斯登堡號途經區間）之間電氣化。此線的開辦，成為大村線第一個和現時唯一一個特急列車。
在實際運輸情況上，此列車會與其他行走相似的列車串聯一起。其中，此列車會與特急「綠」（行走博多與佐世保之間）串聯一起，在早岐站連接或分離，此外，也會與特急「鷗」（行走博多與長崎之間）串聯一起，在江北站接或分離。在2011年3月12日的時間表修正後，此列車只會與特急「綠」串聯一起。

## 運輸情況

### 所需時間、運輸班次
在2013年3月16日時刻表改正之後，目前有4個定期往返班次以及4個臨時往返班次，每天4個往返班次運行；但在週六週日以及春、夏、冬的固定時段時會增加到8個往返班次；而在部分的三連休假期，像是日本的黃金週、元宵節、和新年時，會增開到每日10個往返班次。
- 最高速度：130km/h
- 所需時間：1小時40分鐘。

### 停車站
博多站 - 二日市站 - 鳥栖站 - 新鳥栖站 - 佐賀站 - 江北站 - 武雄溫泉站 - 有田站 - 早岐站 - 豪斯登堡站
- 在部分時間，部分列車會加停以下車站：
  - 神崎站：在九年庵的開放期間，會有部分列車停靠。
  - 佐賀氣球站：在舉行佐賀國際氣球節時，會有部分下行列車停靠。
  - 上有田站：在有田陶器市營業時，會有部分列車停靠。

### 使用車輛編組
目前，所有的「豪斯登堡」列車都使用783系（所屬南福岡車輛區），以4輛編成的形式運行，車身上有紅、黃、藍、綠四個顏色的色塊塗裝，並且塗上了代表豪斯登堡樂園的徽章。
在1992年3月開辨時，所有班次都是使用485系電力動車組，以紅、黃、藍、綠四個顏色的色塊塗裝，並以3輛編成運行，但部分時間會以4輛編成運行；到了1994年3月，所有班次都改以4輛編成運行。在1993年至1994年期間，部分的班次開始設有綠色車廂。
從2000年3月11日開始，所有班次都使用783系，以4輛編成的形式運行。
從2017年3月18日開始，783系列車逐步翻新，包括更換車廂內裝、座椅顏色和布料、以及車身由紅、黃、藍、綠四個顏色變成了全橙色，預計於2018年完成翻身。

## 荷蘭村特急
荷蘭村特急  是由九州旅客鐵道（JR九州）營運的臨時特急列車，行走小倉站（1989年3月11日延長至門司港站）與佐世保站之間，沿線途經鹿兒島本線、長崎本線、佐世保線。在1988年3月20日開辦，當時是為了方便乘客來往福岡市與長崎縣西彼杵郡西彼町（現時：西海市）長崎荷蘭村（在2001年關閉）而開辦。
在1989年4月29日，荷蘭村特急的下行列車會在博多站與特急「有明」（由西鹿兒島站出發，現時：鹿兒島中央站）串聯在一起，再前往門司港站。此運輸情況是將一列柴油動車組與電力動車組串聯在一起，在世界上成為了首例。在1990年3月，兩列列車改變在鳥栖站串聯在一起。
此列車最後在1992年3月停運。

### 停車站
門司港站 - 門司站 - 小倉站 - 戶畑站 - 黑崎站 - 折尾站 - 香椎站 - 博多站 - 鳥栖站 - 佐賀站 - 武雄溫泉站 - 早岐站 - 佐世保站
在荷蘭村特急營運時，特急「綠」會是停靠江北站和有田站

### 使用車輛編組
當時，所有班次都會使用Kiha183系柴油動車組1000番台以3卡編成運行，後來被受好評後就以4卡編成運行。第一卡列車為設有兩層，上面那一層為展望席。列車車身塗上了紅、白、藍三種顏色。
在「荷蘭村特急」停運後，所有行走此班次的列車都改裝，並改在久大本線上運行「由布院之森」，直至新製的Kiha72系柴油動車組投入服務。在1993年3月，這此列車再次改裝成「荷蘭村特急」的風格，行走特急「塞博爾德」，此列車又再次在長崎地區上運行。在2003年3月，當塞博爾德廢止後，此列車又再次改造。在2004年3月至2011年1日，運行「由布DX」班次，再次在久大本線上行走。在2011年6月4日，此列車第四次改造，並開始在豐肥本線上行走「阿蘇BOY」。

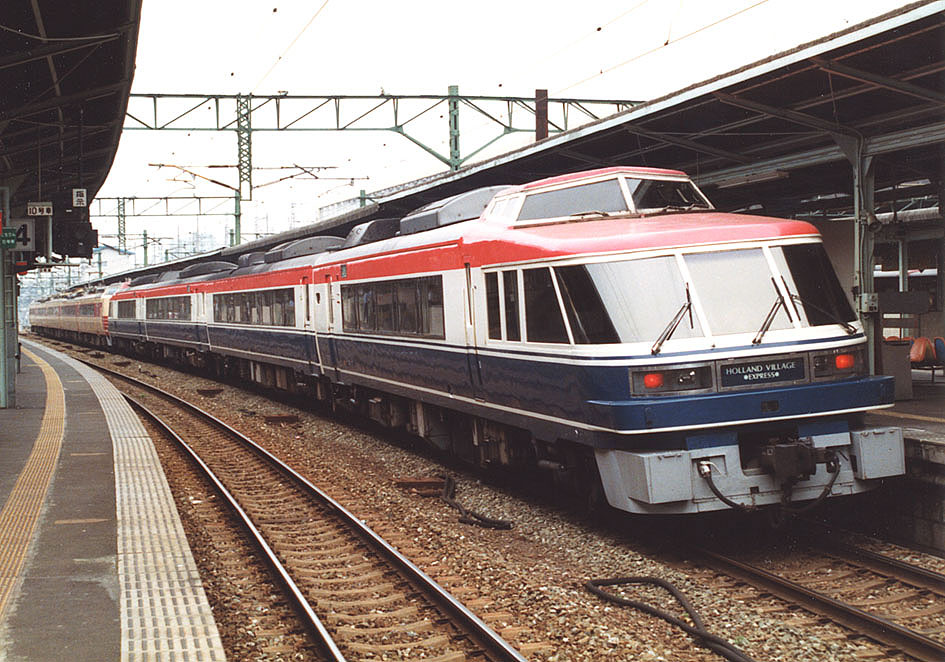
「荷蘭村特急」與「有明」

## 歷史
- 1988年（昭和63年）3月20日：行走小倉站 - 佐世保站之間（經鹿兒島本線、長崎本線、佐世保線）的臨時特急「荷蘭村特急」開始運行。
- 1989年（平成元年）3月11日：「荷蘭村特急」的起點站由小倉站改為門司港站。
- 1989年（平成元年）4月29日：「荷蘭村特急」的下行列車開始與485系的特急「有明」在博多站串聯運行。
- 1990年（平成2年）3月：「荷蘭村特急」的下行列車與特急「有明」連接地點改為鳥栖站。

- 1992年（平成4年）3月25日：豪斯登堡開幕。「荷蘭村特急」停運，改由行走博多站至豪斯登堡站之間，使用485系電力動車組運行特急「豪斯登堡」。
  - 開辦時為3來回班次，最多時會增加至11來回班次。
  - 部分班次會與「綠」在早岐站串聯運輸（部分列車又會與「鷗」在江北站串聯運輸）。
  - 開辦時為3卡編成，後來變為4卡編成。
- 1993年（平成5年）3月18日：部分列車開始設置綠色車廂。
- 1993年（平成5年）：那年的81、82號會伸長至小倉站。
- 1994年（平成6年）3月1日：第7 - 10號車的四卡車廂（包括3卡編成時期）開始塗上了統一塗裝，以紅、藍、黃、綠為配色（目的是為了防止乘客上錯車廂。此塗裝被名為「玩具之列車」）。綠色車廂並沒有這樣設定。
- 1995年（平成7年）4月20日：所有班次以4卡編成。
- 1996年（平成8年）3月16日：「豪斯登堡」定期班次增加8班來回，並成為L特急列車。
- 1996年（平成8年）4月29日：在有田陶器市期間，第81、82號班次會與臨時特急「有田陶器市81、82號」串聯運行博多站與早岐站之間。
- 2000年（平成12年）3月11日：在時間表改正後，有以下變更：
  1. 所有班次都使用783系。同時，所有列車設有綠色車廂（同時，所有483系列車調至「霧島」「日向」上運行）。
  2. 定期列車減至4來回。加設4 - 5班來回臨時列車班次。
  3. 不再與81、82號「有田陶器市號」串聯運輸（「有田陶器市號」成為了「綠」的臨時列車）。
- 2001年（平成13年）1月1日：在那一天，豪斯登堡舉行了倒數活動，因此在元旦那一天早上開設了「豪斯登堡倒數號」。
- 2003年（平成13年）3月15日：在時間表改正後，81號臨時列車與11號「綠」串聯運行。另外，增加一班來回臨時列車，平日共有五班來回班次。
- 2005年（平成15年）3月1日：不再在車内販賣（此事項也在「綠」同時生效）。
- 2007年（平成19年）3月18日：全車實施禁煙。
- 2008年（平成20年）7月：不再成為L特急。
- 2011年（平成23年）3月12日：在時間表改正後，有以下變更：
  1. 班次方向，共有3班來回定期班次，2班來回臨時平日班次，3班來回臨時假日班次，高峰期加開1班來回臨時班次。
  2. 不再與「鷗」串聯運輸。豪斯登堡號列車號改至1 - 4號車。
- 2011年（平成23年）10月8日：高峰期再加開1班來回臨時班次，使最多時，同日共有10班來回班次。

## 外部連結
- （日語） 特急「豪斯登堡」（JR九州）（页面存档备份，存于）
- （繁體中文） 特快列車「豪斯登堡」（JR九州）（页面存档备份，存于）